# Adenosma
Adenosma je biljni rod iz porodice trpučevki (Plantaginaceae), dio reda medićolike. Postoji dvadesetakl vrsta u južnoj i jugoistočnoj Aziji i sjevernoj Australiji.
Rod je opisan 1810.

## Vrste
1. Adenosma annamense T. Yamazaki
2. Adenosma bilabiata (Roxb.) Merr.
3. Adenosma bracteosum Bonati
4. Adenosma camphoratum (Vahl) Hook. fil.
5. Adenosma debilis Bonati
6. Adenosma elsholtzioides T. Yamazaki
7. Adenosma glutinosum (L.) Druce
8. Adenosma hirsutum (Miq.) Kurz
9. Adenosma indianum (Lour.) Merr.
10. Adenosma inopinatum Prain
11. Adenosma javanicum (BI.) Koorders
12. Adenosma macrophyllum Benth.
13. Adenosma malabaricum Hook. fil.
14. Adenosma microcephalum Hook. fil.
15. Adenosma muelleri Benth.
16. Adenosma nelsonioides (Miq.) H. Hallier ex Bremek.
17. Adenosma papuana Schltr.
18. Adenosma punctata Pennell
19. Adenosma retusilobum P. C. Tsoong & T. L. Chi N
20. Adenosma subrepens (Thw.) Benth. ex Hook. fil.
21. Adenosma ternata Pennell